# Чела Монте
Чела Монте (итал. Cella Monte) је насеље у Италији у округу Алесандрија, региону Пијемонт.
Према процени из 2011. у насељу је живело 358 становника. Насеље се налази на надморској висини од 251 м.

## Становништво
Према резултатима пописа становништва 2011. у општини је живело 528 становника.
| 1936. | 1951. | 1961. | 1971. | 1981. | 1991. | 2001. | 2011. |
| ----- | ----- | ----- | ----- | ----- | ----- | ----- | ----- |
| 1.082 | 986   | 828   | 640   | 605   | 516   | 509   | 528   |